# Legion (antologia)
Legion (sottotitolo: "tutta la spy-story Italian Style") è un'antologia di racconti scritti esclusivamente da autori italiani, specializzati in spy-story.
L'antologia esce nel luglio 2008 nel numero 36 di "SuperSegretissimo" (estate spia), speciale della collana Segretissimo (Arnoldo Mondadori Editore).

## Struttura dell'opera
- Introduzione: chiamateci "Legione", di Fabio Novel
- Contratto veneziano, avventura del Professionista di Stephen Gunn (Stefano Di Marino)
- Rifiutato dal mare, avventura della Walkiria Nera di Claudia Salvatori
- Mattatoio, avventura del Wade di Tito Faraci
- Private Rendition, avventura della Quantum Agency di Frank Ross (Massimo Mazzoni)
- Dili Overnight, avventura del Banshee di Jack Morisco (Giancarlo Narciso)
- Acciaio, avventura dello Stal di Franco Forte
- Domino, avventura del Dario Costa di Secondo Signoroni
- Il gioco degli specchi, avventura del Carlo Medina di François Torrent (Andrea Carlo Cappi)
- Sopravvivere alla paura, avventura dell'Hydra Crisis di Jo Lancaster Reno (Gianfranco Nerozzi)
- Joshua Tree, avventura dello Sniper di Alan D. Altieri (Sergio Altieri)

## Edizioni
- AA.VV., Legion, collana SuperSegretissimo, Mondadori, 2008,  p. 383.